# Meoneura flavifrons
Meoneura flavifrons är en tvåvingeart som beskrevs av Papp 1981. Meoneura flavifrons ingår i släktet Meoneura och familjen kadaverflugor. Inga underarter finns listade i Catalogue of Life.